# Negativna cijena električne energije
Negativne cijene su znak da se na veleprodajnom tržištu pojavila visoka ponuda električne energije nastale izvorima koje nije moguće brzo isključiti iz mreže, a zadovoljavaju nisku potražnju. Nefleksibilni izvori napajanja se ne mogu isključiti i ponovno pokrenuti na brz i ekonomičan način. Obnovljivi izvori energije spadaju u nefleksibilne ako se radi o vanjskim faktorima, sunce i vjetar.
Negativne cijene nisu samo teoretski koncept. Kupci za stvarno budu plaćeni od strane proizvođača energije. Ponekad je isplativije proizvođaču ugasiti u potpunosti pogon nego plaćati visoku otkupnu cijenu.

## Učestalost pojavljivanja
Trenutno negativne cijene se rijetko pojavljuju, da bi se pojavile potrebno je da se nekoliko faktora dogodi u isto vrijeme. Unatoč svemu rečenom njihova pojava nije neobična. Obično se pojave noću kada je potrošnja električne energije smanjena U Njemačkoj gdje sve više raste udio obnovljivih oblika energije koji nisu fleksibilni, 
Na veleprodajnim tržištima, cijene električne energije prate zakon ponude i potražnje, što zauzvrat određuje nekoliko čimbenika kao što su klimatske faktori, sezonski čimbenici ili ponašanje potrošnje. To pomaže održati potrebnu ravnotežu. Cijene padaju s niskom potražnjom, signalizirajući generatorima da smanje izlaznu snagu kako bi se izbjeglo preopterećenje mreže. Na tržištima Francuskog i Njemačkog-Austrijskog Day-Aheada i svih unutardnevnih tržišta cijene mogu pasti ispod nule.
Negativne cijene su se prvi puta pojavile 2008. godine na day-ahed Njemačko-Austrijskoj burzi. U trgovanju električnom energijom postoje granice ispod kojih ne može otiči otkupna cijena energije, te granice definira svaka burza za sebe. Pojava negativnih cijena nije ništa loše, proizvođači određuju dali im je isplativo nastaviti s proizvodnjom i pritom plaćati za otkup električne energije. Također negativne cijene su poticaj investitorima da ulažu u fleksibilniji načine proizvodnje električne energije. Pojava negativnih cijena također se može izbjeći trgovanjem putem bilateralnih ugovora, kod njih su otkupne cijene i trajanje isporuke definirani kod potpisivanja.
Jedan od mehanizama smanjenja pojava negativnih cijena je spajanje burzi energije u veće i konačno u jednu jedinstvenu. Najbolji primjer takvog spajanja je sjeverno europska burza EPEX. Na primjer, kod niskih ili negativnih cijena u Njemačkoj, ostale države članice će uvoziti više dok se cijene ponovo ne ujednače.

## Negativne cijene u Hrvatskoj
21. veljače 2016. godine za isporuku električne energije 22. veljače, prvi puta je na tržištu za dan unaprijed ostvarena negativna cijena električne energije. Negativna cijena se odnosila za 2. sat i iznosila je -6,00 €/MWh.

## Negativne cijene u Europi
Prva pojava je bila u prosincu 2008. godine. Za nekoliko uzastopnih sati postignuta je negativna cijena. Pojavile su se na Njemačko-Austrijskom tržištu.  Multiregional Coupling (MRC) inicijativom definirana je dozvoljena granica najniže (negativne) cijene koja iznosi -500 €/MWh. Na Njemačkom tržištu između prosinca 2012. godine i prosinca 2013. godine negativna cijena se pojavila ukupno tokom 97 sati, njena prosječna cijena je bila -41 €/MWh.Pojavu negativnih cijena može se očekivati noću jer je onda najmanja potrošnja električne energije.
U nekim okolnostima se može osloniti na ove negativne cijene da bi se lakše nosili s iznenadnim viškom energije i slati odgovarajuće tržišne signale kako bi se smanjila proizvodnja. Proizvođači negativnim cijenama pokazuju da su čak i spremni platiti kako bi izbjegli dodatne troškove. U ovom slučaju, proizvođači moraju usporediti svoje troškove zaustavljanja i ponovnog pokretanja svojih postrojenja s troškovima prodaje svoje energije u negativnoj cijeni (što znači plaćanje umjesto primanja novca). Ako su njihova proizvodna sredstva dovoljno fleksibilna, prestat će proizvoditi za to vremensko razdoblje, što će spriječiti ili ublažiti negativnu cijenu na veleprodajnom tržištu i olakšati napetost na mreži.

## Razlozi pojave negativnih cijena
Mišljena su podijeljena i prevladavaju dvije struje. Jedna je uvjerena da negativna cijena direktno povezana s velikim povećanjem obnovljivih izvora energije. Druga pobija tu činjenicu s podacima koji pokazuju da udio proizvodnje električne energije iz obnovljivih izvora nije ni u jednom trenu prešao 60%. Trenutno se smatra da je glavni razlog njihove pojave mala fleksibilnost sustava. Tokom perioda u kojem je bila prisutna negativna cijena, plinske termoelektrane i termoelektrane na drveni ugljen ugasile su u potpunosti proizvodnju dok su nuklearne elektrane smanjile proizvodnu za 35%, a elektrane na smeđi ugljen za oko 50%. Uz sve veću zastupljenost obnovljivih izvora u proizvodnji u budućnosti je izgledno sve više pojavljivanja negativnih cijena. Da bi si taj problem zaustavio potrebno je bolje upravljanje konvencionalnim elektranama u razdobljima niske potražnje. Za rješavanje problema fleksibilnosti nisu nužna tehnička unapređenja nego je moguće dio problema riješiti s izmijenjenim regulatornim okvirom.

## Utjecaj promjene klime
Prilikom instaliranja solarnih članaka na industrijskim ili privatnim zemljištima ovisno o broju sati insolacija dogovara se feed in tarifa. Na nekim mjestima poput Kalifornije se dogodilo tijekom ljetnih mjeseci solarni članci proizvedu znatno više struje nego je predviđeno. A kako su cijene otkupa garantirane ugovorima dolazi do negativnih cijena.